# Пристосованість
Пристосованість — здатність до розмноження особин з певним генотипом.
У моделях популяційної генетики пристосованість позначають як {\displaystyle w}. Поняття пристосованості є центральним в синтетичній теорії еволюції.
Якщо генетичні відмінності впливають на пристосованість, частоти генотипів будуть змінюватися в ряду поколінь, і менш пристосовані генотипи будуть елімінуватися в результаті природного добору.
Пристосованість окремої особини проявляється через її фенотип. Оскільки фенотип особини визначається генотипом і середовищем, пристосованість різних особин з одним і тим же генотипом може відрізнятися в залежності від умов життя. Однак, оскільки пристосованість є середньою величиною, вона відображає результати розмноження всіх особин з даним генотипом. Основним проявом пристосованості особини є її плодючість.
Оскільки пристосованість є мірою кількості копій алелів генів в наступному поколінні, то для особини можливі різні стратегії її максимізації. Наприклад, особині може бути «вигідно» як розмножуватися самій, так і допомагати розмножуватися своїм родичам, що несе такі ж або близькі копії генів. Відбір, що сприяє такій поведінці, називається спорідненим або кін-добором (англ. Kin selection).

## Міри пристосованості
Розрізняють абсолютну і відносну пристосованість.
Абсолютна пристосованість ({\displaystyle w{\mathrm {abs} }}) генотипу визначається як співвідношення числа особин з даним генотипом після і до початку відбору. Воно обчислюється для одного покоління і може виражатися абсолютним числом або частотою. Якщо пристосованість більше 1,0, частота генотипу збільшується, відношення менше 1,0 показує, що частота генотипу зменшується.
Абсолютна пристосованість генотипу може також виражатися множником частки організмів, що вижили, на середню плодючість.
Відносна пристосованість виражається середнім числом тих нащадків даного генотипу, що вижили, в порівнянні із середнім числом тих нащадків конкуруючих генотипів, що вижили в одному поколінні. Тобто один з генотипів нормалізують до {\displaystyle w=1} і по відношенню до нього вимірюють пристосованість інших генотипів. При цьому відносна пристосованість може мати будь-яке позитивне значення.

## Пристосованість і репродуктивний успіх
У ряді випадків вибір самок ґрунтується на ознаках, пов'язаних із загальною пристосованістю самців. Так у метеликів Colias (С. eurytheme і С. philodice) самки вибирають самців на підставі кінетики польоту. Самці, яким надано перевагу, досягають найбільшого успіху в паруванні і, мабуть, мають також найкращу здатністю до польоту (Watt et al., 1986). У жаби Physalaemus pustalosus в Панамі самки обирають певний тип звукових сигналів. Самці, які видають такі крики, мають більше шансів на спаровування. Ці самці успішно спаровуються, крім того, вони старші і більші, так що в цьому випадку, так само як і у метеликів Colias, очевидно, відграє роль пристосованість (Ryan, 1980; 1983; 1985).
У той же час вважається, що великий клас демонстраційних ознак самців, не дають своїм власникам ніяких переваг і навіть можуть чинити шкідливий вплив на їх життєздатність. Наприклад, прийнято вважати, що довгі хвости у самців деяких райських птахів знижують їх пристосованість. Шлюбні заклики самців панамських жаб підвищують ймовірність знищення їх хижаками — кажанами Trachops cirrhosus) (Tuttle, Ryan, 1981).

## Передбачуване зростання пристосованості досягається непередбачуваними шляхами
Одне з найважливіших питань еволюційної біології — питання про співвідношення випадковості та закономірності в адаптивній еволюції. Мутації здебільшого випадкові, але те, які з них закріпляться, а які відсіються, залежить від їх впливу на пристосованість (ефективність розмноження). Наприклад, якщо існує лише одна-єдина мутація, здатна підвищити пристосованість даного генотипу до даних умов середовища, то процес адаптації буде цілком передбачуваний, незважаючи на випадковий характер мутагенезу. Всі мутації відсіюватимуться доти, поки не відбудеться та сама, єдина, яку відбір підтримає.
Якщо ж потенційно корисних мутацій багато, то на перший план виходить питання про епістаз (англ. Epistasis), тобто про те, як ці мутації одна з одною взаємодіють. Хід адаптивної еволюції визначатиметься тим, як впливають мутації, що закріпилися раніше, на корисність тих, що ще не з'явилися.
Якщо епістаз відсутній (тобто ефекти мутацій не залежать один від одного), то корисні мутації будуть закріплюватися в довільному порядку, і хід адаптації буде значною мірою випадковий. Сильний епістаз обмежує число дозволених еволюційних траєкторій і робить адаптивну еволюцію більш передбачуваною і більш залежною від початкових умов, тобто від того, які мутації виникнуть першими.
Американські біологи провели еволюційний експеримент, в ході якого 640 ліній дріжджів, що походять від 64 генетично різних клітин-засновників, пристосовувалися до одних і тих же умов протягом 500 поколінь. Зростання пристосованості в піддослідних лініях відбувалося тим швидше, чим нижчою була вихідна пристосованість засновника. У результаті до кінця експерименту відмінності за пристосованістю згладилися. Набори корисних мутацій, що закріпилися в різних лініях, не залежали від вихідного генотипу і виявилися різними на нуклеотидному рівні, хоча багато з них торкнулися одних і тих же генів. Дослідження не виявило специфічних взаємодій між мутаціями, але показало, що корисність однієї і тієї ж мутації убуває із зростанням загальної пристосованості генотипу.

## Історія
Британський соціолог Герберт Спенсер використовував фразу «виживання пристосованих» (survival of the fittest) у своїй роботі «Соціальна статика» (Social Statics, 1851) і пізніше використав її для характеристики природного відбору. Британський біолог  Д. Холдейн першим кількісно охарактеризував пристосованість в циклі праць, які зв'язали дарвінівську теорію еволюції і вчення  Грегора Менделя про спадковість «Математична теорія природного і штучного відбору» (A Mathematical Theory of Natural and Artificial Selection, 1924).
Подальший розвиток було пов'язано з введенням  У. Гамільтоном концепції «inclusive fitness» в роботі «Генетична еволюція соціальної поведінки» (The genetical Evolution of Social Behavior, 1964).

## Виноски
1. ↑  Марков А. Пути эволюции предопределены на молекулярном уровне. Архів оригіналу за 3 серпня 2014. Процитовано 30 червня 2014.
2. ↑  Марков А. Расширение белковой вселенной продолжается. Архів оригіналу за 10 липня 2014. Процитовано 30 червня 2014.
3. ↑  Kryazhimskiy Sergey, Rice Daniel P., Jerison Elizabeth R., Desai Michael M. Global epistasis makes adaptation predictable despite sequence-level stochasticity // Science. — 2014. — V. 344. — P. 1519–1522.
4. ↑  Марков А. Предсказуемый рост приспособленности достигается непредсказуемыми путями. Архів оригіналу за 18 липня 2014. Процитовано 30 червня 2014.